# Stora Svartåstjärnen (Malungs socken, Dalarna)
Stora Svartåstjärnen är en sjö i Malung-Sälens kommun i Dalarna och ingår i Dalälvens huvudavrinningsområde.